# Alexander Abrahamsson
Nils Oscar Alexander Abrahamsson (7 agosto 1999) è un calciatore svedese, difensore del Győri ETO.

## Caratteristiche tecniche
Di ruolo difensore centrale, può giocare anche come terzino.

## Carriera

### Club
Abrahamsson è cresciuto nel settore giovanile del Djurgården, ed il 16 gennaio 2019 è stato promosso in prima squadra, con cui ha debuttato il 23 febbraio 2019 nell'incontro di Svenska Cupen vinto 3-0 contro l'Hässleholms IF. Nel febbraio del 2020 ha subito un infortunio al menisco ed al rientro in campo nel mese di giugno ha riportato uno strappo muscolare che lo ha tenuto ai box per altri mesi.
Rimasto svincolato a fine anno, nel 2021 ha firmato con l'Akropolis in Superettan. Il 31 ottobre ha segnato il suo primo gol in carriera nel successo per 3-1 sul Trelleborg.
Nel gennaio del 2022 ha firmato con il Brommapojkarna, club con cui al termine della stagione ha ottenuto la promozione in Allsvenskan. Nel 2023 alcuni problemi fisici hanno limitato il suo utilizzo in campionato a sole 11 partite, mentre nell'Allsvenskan 2024 ha disputato 29 partite giocando titolare in gran parte di esse.
Scaduto il contratto con i rossoneri, il 20 gennaio 2025 si è unito a parametro zero ai polacchi dello Zagłębie Lubin, che pochi giorni prima avevano ingaggiato anche il suo compagno di squadra Ludvig Fritzson.

### Nazionale
Ha giocato nelle nazionali giovanili svedesi Under-17 ed Under-20.

## Statistiche

### Presenze e reti nei club
Statistiche aggiornate al 16 agosto 2024.
| Stagione        | Squadra         | Campionato      | Campionato | Campionato | Coppe nazionali | Coppe nazionali | Coppe nazionali | Coppe continentali | Coppe continentali | Coppe continentali | Altre coppe | Altre coppe | Altre coppe | Totale | Totale | Totale |
| Stagione        | Squadra         | Comp            | Pres       | Reti       | Comp            | Pres            | Reti            | Comp               | Pres               | Reti               | Comp        | Pres        | Reti        | Pres   | Reti   |        |
| --------------- | --------------- | --------------- | ---------- | ---------- | --------------- | --------------- | --------------- | ------------------ | ------------------ | ------------------ | ----------- | ----------- | ----------- | ------ | ------ | ------ |
| 2019            | Djurgården      | A               | 0          | 0          | CS+CS           | 1+1             | 0               |                    | -                  | -                  |             | -           | -           | 2      | 0      |        |
| 2021            | Akropolis       | S1              | 21+2       | 1+0        | CS              | 0               | 0               |                    | -                  | -                  |             | -           | -           | 23     | 1      |        |
| 2022            | Brommapojkarna  | S1              | 18         | 0          | CS+CS           | 2+0             | 0               |                    | -                  | -                  |             | -           | -           | 20     | 0      |        |
| 2023            | Brommapojkarna  | A               | 11+2       | 0          | CS+CS           | 0+1             | 0               |                    | -                  | -                  |             | -           | -           | 14     | 0      |        |
| 2024            | Brommapojkarna  | A               | 17         | 0          | CS+CS           | 4+0             | 0               |                    | -                  | -                  |             | -           | -           | 21     | 0      |        |
| Totale carriera | Totale carriera | Totale carriera | 71         | 1          |                 | 9               | 0               |                    | -                  | -                  |             | -           | -           | 80     | 1      |        |

## Palmarès

### Competizioni nazionali
- Superettan: 1

Brommapojkarna: 2022